# Michael Scott (The Office)
Michael Gary Scott é um personagem fictício da série estadunidense The Office exibida pela NBC, retratado por Steve Carell. Ele é o gerente regional da filial da Dunder Mifflin em Scranton, uma empresa de papel. Como seu homólogo na versão original britânica, David Brent, ele é caracterizado como um chefe pouco profissional, embora seja descrito como gentil e divertido.
Perto do final da sétima temporada, ele se casa com a representante dos recursos humanos Holly Flax e se muda para o Colorado com ela em "Goodbye, Michael", um episódio estendido. Ele então está ausente até o final. Carell recebeu elogios significativos por sua atuação, sendo indicado seis vezes consecutivas para o Primetime Emmy Award de Melhor Ator Principal em Série de Comédia e ganhando o Globo de Ouro de melhor ator em comédia ou musical em 2006.

## Interpretação

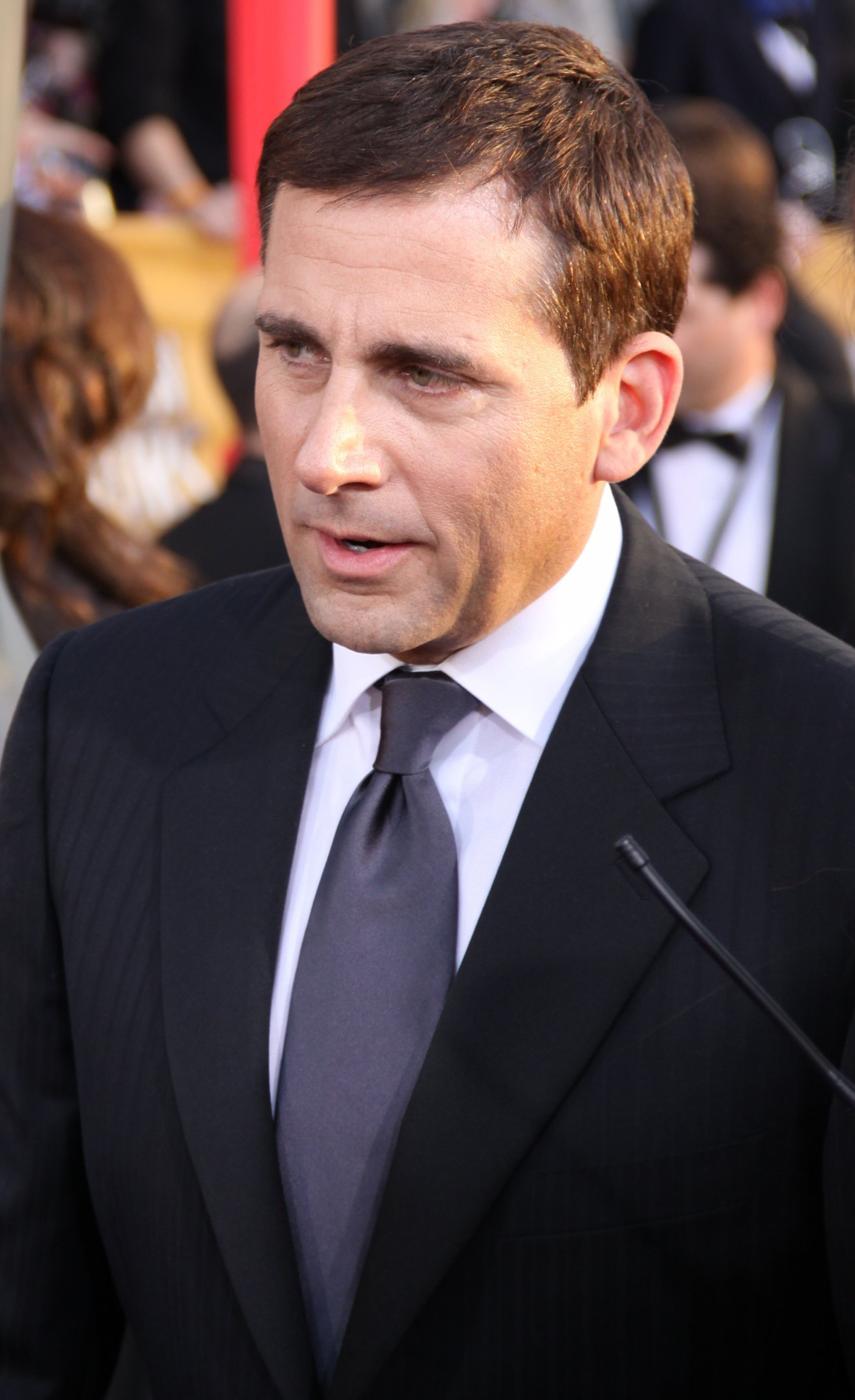
Steve Carell retrata Michael Scott na versão estadunidense de The Office

Todos os personagens originais da série foram adaptados para a versão estadunidense. A programadora da NBC, Tracy McLaughlin, sugeriu Paul Giamatti ao produtor Ben Silverman para o papel, mas o ator recusou. Martin Short, Hank Azaria e Bob Odenkirk também estavam interessados, com Odenkirk fazendo um teste. Em janeiro de 2004, Variety relatou que Steve Carell do programa The Daily Show with Jon Stewart do Comedy Central estava em negociações com a emissora. Na época, ele já estava comprometido com outra comédia do canal, Come to Papa.
Com Carell indisponível, Odenkirk foi escolhido como Michael Scott e fez parte do elenco apresentado aos executivos da NBC. Paul Rudd aconselhou Carell que o novo programa nunca seria tão bom quanto o original da BBC. No entanto, Come to Papa foi cancelada, permitindo que Carell se comprometesse com The Office. Ele disse mais tarde que assistiu apenas metade do piloto britânico antes de fazer o teste e que não continuou com medo de começar a copiar as características de Ricky Gervais. Na faixa de comentários do piloto, o diretor Ken Kwapis diz que a falta de familiaridade de Carell com a versão britânica e sua experiência trabalhando juntos em Watching Ellie influenciaram na sua escolha.
Stanley Tucci, Philip Seymour Hoffman, Bruno Kirby, Tim Blake Nelson, Stephen Colbert, David Herman, Mike White, Greg Kinnear, David Cross, Rob Schneider, Noah Emmerich e entre outros recusaram o papel. Rick Moranis, Dan Aykroyd, Eugene Levy, Dan Castellaneta, David Koechner, David Arquette, Richard Kind, Steve Buscemi, Christopher Guest, Kevin Nealon, Dave Foley, Owen Wilson, Jason Lee, Matthew Broderick, Jon Favreau, William H. Macy e John C. Reilly também foram considerados para o papel. Louis C.K. também leu as falas, mas não prosseguiu porque tinha um acordo com a CBS.
Dois dos papéis coadjuvantes de Carell no cinema ajudaram a chamar a atenção do público, em Bruce Almighty, onde interpreta Evan Baxter, e em Anchorman: The Legend of Ron Burgundy, onde interpretou o meteorologista estúpido Brick Tamland. Embora The Office tenha estreado com avaliações ruins, foi renovada por mais uma temporada em decorrência do sucesso esperado do filme de Carell, The 40-Year-Old Virgin. Embora tenha obtido êxito, Carell disse em uma entrevista ao Entertainment Weekly que não tinha planos de deixar The Office. No entanto, no programa BBC Radio 5 Live, ele revelou que sua participação provavelmente terminaria quando seu contrato encerrasse na 7ª temporada. Isto foi confirmado posteriormente em 28 de junho de 2010.

## Comportamento
O criador da série Greg Daniels imaginou Michael Scott se comportando como se "esperava que o documentário um dia fosse visto por Jennifer Aniston, e eu estava apenas tentando impressioná-la de qualquer maneira que pudesse." Na faixa de comentários de "Valentine's Day", Daniels observa que incluiu uma reunião entre Michael e dois outros gerentes de filiais para comparar o nível de competência de Michael. Embora Michael não seja tão dinâmico quanto Josh Porter, suas habilidades de gerenciamento são superiores. Daniels comenta que, apesar de suas travessuras, Scott é competente o suficiente para evitar ser demitido. O escritor B. J. Novak explica que Scott dirige um Chrysler Sebring porque é o carro mais ostentoso que ele pode pagar, optando por um conversível apesar do clima em Scranton ser fresco mesmo no verão.

## Relacionamentos
Michael é criticado em diversos momentos por suas piadas inapropriadas. Apesar de gostar da maioria da equipe, ele odeia ferozmente o gerente de recursos humanos Toby Flenderson. As origens do ódio permanecem em grande parte inexplicáveis, mas Toby muitas vezes tem que repreender Michael por violar as políticas da empresa, o que é uma fonte de atrito consistente entre os dois.
Pouco depois da dissolução de seu relacionamento conturbado com Jan, Michael se apaixou por Holly Flax (Amy Ryan), a substituição de Toby como representante de RH. Os dois compartilham o mesmo senso de humor. No entanto, depois que David Wallace os testemunhou se beijando, Holly é transferida para a filial de Nashua. Na 7ª temporada, Toby é forçado a deixar o escritório para fazer parte de um júri, resultando no retorno de Holly. No Dia dos Namorados decidem morar juntos e, quando Michael deixa a Dunder Mifflin, eles finalmente ficam noivos. Ambos deixam Scranton para morar no Colorado. No final é revelado que eles têm filhos juntos. Foi revelado em um álbum de fotos da NBC que possuem três filhos e estão esperando o quarto filho.

## Impacto cultural
O programa costuma usar a piada "foi o que ela disse", originalmente popularizada pelo quadro Wayne's World no Saturday Night Live. Na versão original de The Office, o personagem de Ricky Gervais, David Brent, frequentemente usa a frase semelhante "como a atriz disse ao bispo" como uma piada inadequada. Michael insere compulsivamente a frase como um duplo sentido sexualmente sugestivo, achando-a divertida mesmo nas circunstâncias mais inadequadas.
Após a exibição de "Garage Sale", o governador do Colorado, John Hickenlooper, emitiu com humor um comunicado à imprensa nomeando Scott como Diretor de Distribuição de Papel em seu Departamento de Recursos Naturais.